# Giamaica ai Giochi della XIX Olimpiade
La Giamaica partecipò ai Giochi della XIX Olimpiade che si sono svolti a Città del Messico dal 12 al 27 ottobre 1968, con una delegazione di 25 atleti impegnati in 5 discipline: atletica leggera, nuoto, pugilato, sollevamento pesi e  vela. Il bottino della squadra, alla sua quinta partecipazione ai Giochi, fu una medaglia d'argento conquistata da Lennox Miller nei 100 metri piani.

## Medaglie
| Medaglia | Atleta        | Sport            | Evento                   |
| -------- | ------------- | ---------------- | ------------------------ |
| Argento  | Lennox Miller | Atletica leggera | 100 metri piani maschili |